# Power Rangers : Super Police Delta
Chronologie
Dino Tonnerre Force mystique
Power Rangers : Super Police Delta ou Power Rangers : S.P.D. (Power Rangers: Space Patrol Delta) est la treizième saison de la série télévisée améR.I.C.aine Power Rangers, adaptée du super sentai japonais Tokusō Sentai Dekaranger et produite par la Walt Disney Company.
Composée de 38 épisodes, elle a été diffusée aux États-Unis à partir du 5 février 2005 et en France en 2006 sur TF1 et Jetix.

## Synopsis
Dans un futur proche, la Terre est devenue un refuge pour toutes les races extraterrestres venant des confins de la galaxie pour vivre en paix. 99 % des nouveaux arrivants vivent en harmonie, mais pour le 1 % qui ne le peut pas, il y a la Super Police Delta (Space Patrol Delta), la nouvelle génération de police, chargée de les appréhender.
L'histoire se déroule en 2025, après que la Terre a accueilli des êtres extraterrestres pour vivre en paix avec la race humaine. Mais la paix est de courte durée lorsque l'Empire Troobian, qui cherche à conquérir des planètes, tourne son attention destructR.I.C.e vers la Terre. Lorsque la première ligne de défense de la Terre, les Rangers de l'équipe A de la S.P.D., disparaît sans laisser de trace, la protection de la planète revient à leurs remplaçants : l'équipe B et leur commandant, Anubis Cruger.
Lorsque deux voleurs repentis rejoignent l'équipe en tant que S.P.D. Rangers rouge et jaune, les tensions menacent de les diviser. Alors que la menace extraterrestre s'intensifie à chaque instant, les Rangers doivent mettre de côté leurs différences et agir ensemble !
En utilisant le travail d'équipe, des armes intergalactiques et des véhicules Zord à la vitesse de la lumière pour combattre le mal, ils s'unissent pour devenir l'une des forces ultimes du bien : les Power Rangers S.P.D. ! Il est finalement révélé que l'équipe A est en réalité malveillante et l'équipe B prouve sa puissance en battant l'ancienne escouade d'élite de la S.P.D. Avec l'aide du commandant de la S.P.D. et de sa femme Isinia, l'équipe B élimine la véritable menace, Omni, et Grumm est arrêté pour ses crimes devant le quartier général de la S.P.D. sur Terre par Cruger.

## Distribution

### S.P.D. Rangers

#### Rangers équipe B (2025)
| Acteurs                                     | Rôles                   | Rangers                 | Armes                                                  | Pouvoirs                     | Véhicules        | Armures                                  | Zords                        |
| ------------------------------------------- | ----------------------- | ----------------------- | ------------------------------------------------------ | ---------------------------- | ---------------- | ---------------------------------------- | ---------------------------- |
| Brandon Jay McLaren (VF : Alexis Tomassian) | Jack Landors            | S.P.D. Ranger rouge (I) | Morpher S.P.D., Delta Blasters, Super Police Blaster   | Intangibilité                | Moto Delta rouge | Commando S.P.D., S.P.D. Cyber Combattant | Delta 1, Véhicule Commando 1 |
| Chris Violette (VF : Franck Tordjman)       | Schuyler « Sky » Tate   | S.P.D. Ranger bleu (I)  | Morpher S.P.D., DeltaMax Striker, Super Police Blaster | Invocation de Bouclier       | Moto Delta bleue | Commando S.P.D.                          | Delta 2, Véhicule Commando 2 |
| Matt Austin (VF : Julien Allouf)            | Bridge Carson           | S.P.D. Ranger vert (I)  | Morpher S.P.D., DeltaMax Striker, Super Police Blaster | Perception Extra-Sensorielle | Moto Delta verte | Commando S.P.D.                          | Delta 3, Véhicule Commando 3 |
| Monica May (VF : Edwige Lemoine)            | Elizabeth « Z » Delgado | S.P.D. Ranger jaune     | Morpher S.P.D., DeltaMax Striker, Super Police Blaster | Duplication                  | 4x4 Delta        | Commando S.P.D.                          | Delta 4, Véhicule Commando 4 |
| Alycia Purrott (VF : Christelle Lang)       | Sydney « Syd » Drew     | S.P.D. Ranger rose      | Morpher S.P.D., DeltaMax Striker, Super Police Blaster | Altération moléculaire       | 4x4 Delta        | Commando S.P.D.                          | Delta 4, Véhicule Commando 4 |

#### Rangers équipe B (2026)
| Acteurs        | Rôles                   | Rangers                  | Armes                                                  | Pouvoirs                     |
| -------------- | ----------------------- | ------------------------ | ------------------------------------------------------ | ---------------------------- |
| Chris Violette | Schuyler « Sky » Tate   | S.P.D. Ranger rouge (II) | Morpher S.P.D., Delta Blasters, Super Police Blaster   | Invocation de Bouclier       |
| Matt Austin    | Bridge Carson           | S.P.D. Ranger bleu (II)  | Morpher S.P.D., DeltaMax Striker, Super Police Blaster | Perception extra-sensorielle |
| Malika Lim     | Lina Song               | S.P.D. Ranger vert (II)  | Morpher S.P.D., DeltaMax Striker, Super Police Blaster |                              |
| Monica May     | Elizabeth « Z » Delgado | S.P.D. Ranger jaune      | Morpher S.P.D., DeltaMax Striker, Super Police Blaster | Duplication                  |
| Alycia Purrott | Sydney « Syd » Drew     | S.P.D. Ranger rose       | Morpher S.P.D., DeltaMax Striker, Super Police Blaster | Altération moléculaire       |

#### Rangers équipe B (Futur)
| Acteurs        | Rôles                   | Rangers                   | Armes                            | Pouvoirs                     |
| -------------- | ----------------------- | ------------------------- | -------------------------------- | ---------------------------- |
| Chris Violette | Schuyler « Sky » Tate   | S.P.D. Deka Ranger        |                                  | Invocation de Bouclier       |
| Matt Austin    | Bridge Carson           | S.P.D. Ranger rouge (III) | Morpher S.P.D., Delta Blasters   | Perception extra-sensorielle |
| Malika Lim     | Lina Song               | S.P.D. Ranger bleu (III)  | Morpher S.P.D., DeltaMax Striker |                              |
| Jacob Frank    | J.J. Oliver             | S.P.D. Ranger Dragon vert | Morpher S.P.D., DeltaMax Striker |                              |
| Monica May     | Elizabeth « Z » Delgado | S.P.D. Ranger jaune       | Morpher S.P.D., DeltaMax Striker | Duplication                  |
| Alycia Purrott | Sydney « Syd » Drew     | S.P.D. Ranger rose        | Morpher S.P.D., DeltaMax Striker | Altération moléculaire       |

- J.J. Oliver : J.J. Oliver est le fils de Tommy Oliver et Katherine Hillard, et il est révélé être le S.P.D. Ranger vert à la fin de Soul Of The Dragon. Plus tard, il se voit attribuer le Bouclier du Dragon après avoir utilisé le Master Morpher de son père.

#### Autres Rangers
| Acteurs                                      | Rôles                      | Rangers              | Armes         | Pouvoirs                         | Véhicules         | Zords          |
| -------------------------------------------- | -------------------------- | -------------------- | ------------- | -------------------------------- | ----------------- | -------------- |
| John Tui (VF : Jean-Marie Boyer)             | Anubis « Doggie » Cruger   | S.P.D. Shadow Ranger | Sabre Shadow  |                                  | Quad Delta        | Base Delta     |
| Brett Stewart (voix) (VF : Alexandre Gillet) | Samuel « Sam »             | S.P.D. Ranger Oméga  | Morpher Oméga | Projection de rayons télocalisés | Cycle Multi-Force | Moto Oméga Max |
| Michelle Langstone (VF : Julie Turin)        | Dr. Katherine « Kat » Manx | S.P.D. Ranger Kat    |               |                                  |                   |                |
| Antonia Prebble (voix)                       | Nova                       | S.P.D. Ranger Nova   |               |                                  |                   |                |

### Amis

#### Super Police Delta
- Boom (Kelson Henderson) : Boom s'inscrit initialement dans la Super Police Delta pour devenir un cadet de la S.P.D, mais échoue après quelques jours. Katherine Manx, conseillère technique de la S.P.D, éprouve de la compassion pour lui et l'engage en tant qu'assistant et testeur en chef des gadgets. Il cache à ses parents son échec à la S.P.D. en leur disant qu'il est le S.P.D. Ranger Orange et le chef de l'équipe B. Il tente de prouver cela à ses parents en persuadant les Rangers de l'équipe B de l'aider et en se déguisant en Power Rangers lors d'une attaque alien. Il avoue plus tard la vérité à ses parents, leur disant qu'ils sont fiers de lui quel que soit l'endroit où il travaille. Lors de l'invasion finale de la Terre par l'Empire Troobian, il convainc le reste de la S.P.D. de combattre l'Empire Troobian et de protéger la Terre pendant que les Rangers de l'équipe B et le Commandant Cruger sont capturés par l'Empereur Gruumm. Après que la S.P.D. a réussi à vaincre l'Empire Troobian, il continue son rôle au sein de la S.P.D.
- R.I.C. / R.I.C. 2.0 (Robot Interactif Canin) : R.I.C. est un chien robotique dépassé et sujet à des dysfonctionnements au sein de la branche de la Terre de la S.P.D. Il est gravement endommagé lorsqu'il tente de protéger Sydney Drew, la S.P.D. Ranger rose, d'une attaque de Krybot. Après avoir été jugé obsolète par le Commandant Cruger, Sydney Drew, la S.P.D. Ranger rose, le sauve de la mise au rebut et le confie à Bridge Carson, le S.P.D. Ranger vert, ainsi qu'à Boom pour le reconstruire et le mettre à niveau, le renommant R.I.C. 2.0. R.I.C. se voit doté de nouvelles capacités, notamment celle de se transformer en une arme en forme de canon appelée le Canon Canin, et il est utilisé comme composant principal du Cyber Combattant.
- Commandant suprême Fowler Birdie (Paul Norell) : Le Commandant Suprême Fowler Birdie est un extraterrestre de type oiseau et le Commandant Suprême de la S.P.D. Il rend visite à la branche terrestre de la S.P.D. et renvoie le Commandant Cruger après avoir jugé sa méthode inefficace, prenant ainsi le contrôle. La méthode de Fowler Birdie consiste à diviser les S.P.D. Rangers en équipes pour gérer plusieurs attaques, plutôt que d'avoir les cinq Rangers pour une seule attaque. Cette méthode finit par se retourner contre lui et il décide de redonner son poste au Commandant Cruger lorsqu'il constate que les S.P.D. Rangers fonctionnent mieux en équipe, puis il retourne au Commandement Suprême de la S.P.D. Plus tard, Fowler Birdie propose à Katherine Manx un poste de conseillère technique au Commandement Suprême de la S.D, ce qu'elle accepte pendant un court laps de temps, et il lui confie temporairement le Morpher Kat pour l'aider à capturer un ancien camarade de classe travaillant avec Broodwing. Il revient ensuite sur Terre pour aider à combattre les Krybots lors de l'attaque finale de l'Empire Troobian sur Terre.
- Sergent Silverback (John Tui) : Le Sergent Silverback est un extraterrestre de type gorille et sergent instructeur à la S.P.D. qui dirige un camp d'entraînement sur Zentor. On lui confie la tâche de remettre en forme les Rangers de l'équipe B après qu'ils ont commencé à se chamailler constamment, et il les entraîne également à utiliser le Mode Commando. Après que les Rangers de l'équipe B ont réussi son camp d'entraînement, il leur donne le Camion Commando. Plus tard, il se rend sur Terre pour aider à combattre les Krybots lors de l'attaque finale de l'Empire Troobian sur Terre.
- R.I.C. (Bulldog) : R.I.C. est un chien robotique qui ressemble à un bouledogue et qui appartient au sergent Silverback et est son compagnon sur Zentor.
- Docteur Felix (Owen Black) : Le Docteur Felix est un extraterrestre de type félin qui travaille à l'infirmerie de la branche terrestre de la S.P.D. Il soigne les Rangers de l'équipe B et le Commandant Cruger après qu'ils ont été attaqués par Icthior, et leur ordonne de se reposer jusqu'à leur rétablissement complet.
- SOPHIE (Super ordinateur parlant à hyper intelligence électronique) (Natacha Hutchison) : Sophie est une androïde humanoïde qui s'inscrit à la branche terrestre de la S.P.D. pour devenir une cadette de l'équipe D. Elle se lie d'amitié avec Bridge Carson, le S.P.D. Ranger vert, et est recherchée par le terroriste extraterrestre Valko, qui souhaite utiliser sa programmation pour contrôler la créature cyborg, Goradon. Il réussit après que les Rangers de l'équipe B l'ont expulsée de la S.P.D. après avoir découvert qu'elle était un androïde. Elle est sauvée par le Commandant Cruger et utilise sa programmation pour activer le Delta Command Megazord. Après avoir accompli cela, on lui propose un emploi en tant que programmeuse informatique dans une branche de la S.P.D. dans le Quadrant Thêta.
- Isinia Cruger (Tandi Wright) : Isinia est une Sirian et l'épouse du Commandant Cruger. On pensait qu'elle avait été tuée lors de l'attaque de l'Empereur Gruumm sur Sirius. On découvre qu'elle a survécu à cette attaque et qu'elle était prisonnière de l'Empereur Gruumm. Plus tard, elle se retrouve avec son mari lors de l'attaque finale de l'Empire Troobian sur Terre.

#### Newtech City
- Piggy (Barnie Duncan) : Piggy est un pauvre extraterrestre vivant sur Terre, agissant en tant qu'informateur pour la S.P.D, l'Empereur Gruumm, Broodwing et divers criminels extraterrestres en échange de déchets divers. Il est également chargé d'obtenir l'Accélérateur Proton pour l'Empereur Gruumm afin qu'il puisse se rendre sur Terre. Piggy gagne finalement à la loterie après avoir trouvé un billet gagnant et ouvre un food truck appelé Piggy's Café, fréquenté par divers criminels extraterrestres. Piggy s'associe à deux de ces criminels extraterrestres afin d'obtenir le Mode Commando de la S.P.D. et réussit, mais il est trahi par eux. Cependant, il parvient à récupérer cette technologie et en fait une copie pour l'Empereur Gruumm et Broodwing. Piggy a un changement de cœur après avoir trahi les Rangers de l'équipe B en les attirant dans un piège qui les fait capturer par l'Empereur Gruumm, et il aide la S.P.D. dans la bataille finale contre l'Empire Troobian. Après que la S.P.D. a réussi à vaincre l'Empire Troobian, il s'associe à Jack Landors et Ally Samuels pour fournir des vêtements propres aux personnes sans-abri.
- Docteur Rheas (Marjan Shahrinia) : Le Docteur Rheas est une scientifique qui a travaillé avec Sinuku avant qu'il ne soit arrêté pour avoir vendu des armes et des explosifs pour s'enR.I.C.hir. Après l'évasion de Sinuku de prison, elle est placée sous la garde de Jack Landors, le D.P.D. Ranger rouge, jusqu'à ce que Sinuku l'enlève et la force à le conduire jusqu'à l'activateur de ses explosifs. Elle est sauvée par Jack et participe ensuite à la fête d'anniversaire de Sydney.
- Baskin (Paul Willis) : Baskin est un extraterrestre vivant à Newtech City et gardien de "The Evil", une puissante pierre qui accroît les pouvoirs de celui qui l'utilise. Il occupe un emploi de bibliothécaire dans la ville et fait semblant d'être stupide et distrait lorsque les Rangers de l'équipe B l'interrogent après que "The Evil" s'est réveillé. Cependant, lorsque Drakel vient pour s'emparer de "The Evil", Baskin révèle ses véritables capacités en tant que combattant intelligent et compétent. Cependant, il n'est pas assez puissant pour protéger "The Evil" de Drakel. Après que Drakel a été neutralisé et que "The Evil" lui a été rendu, Baskin déménage en Nouvelle-Zélande avec sa tortue de compagnie, JB.
- Phil Boom & Louise Boom (Michael Saccente & Lori Dungey) : Phil et Louise Boom sont les parents de Boom et ils viennent rendre visite à Boom à la branche terrestre de la S.P.D. Ils sont convaincus que Boom était le S.P.D. Ranger Orange et le chef de l'équipe B jusqu'à ce que Boom révèle son véritable poste au sein de la S.P.D. Ils assurent ensuite à Boom qu'ils sont fiers de lui, peu importe où il travaille à la S.P.D.
- Ally Samuels (Beth Allen) : Ally Samuels est la fille du propriétaire de Samuels Clothing. Elle se lie d'amitié avec Jack Landors, le S.P.D. Ranger rouge, après qu'il a tenté de l'arrêter en pensant qu'elle volait des vêtements. Après que Jack a découvert qu'elle distribue en réalité des vêtements aux personnes sans-abri, il l'aide à distribuer des vêtements et quitte la S.P.D. après la défaite de l'Empire Troobian pour se consacrer pleinement à la distribution de vêtements avec elle.

#### Rangers Dino Tonnerre
| Acteurs                                       | Rôles                       | Rangers                    |
| --------------------------------------------- | --------------------------- | -------------------------- |
| James Napier Robertson (VF : Franck Tordjman) | Conner McKnight             | Ranger Dino Tonnerre rouge |
| Kévin Duhaney (VF : Donald Reignoux)          | Ethan James                 | Ranger Dino Tonnerre bleu  |
| Emma Lahana (VF : Christelle Lang)            | Kira Ford                   | Ranger Dino Tonnerre jaune |
| Jeffrey Parazzo (voix) (VF : Tony Marot)      | Dr. Thomas « Tommy » Oliver | Ranger Dino Tonnerre noir  |
| Jeffrey Parazzo (VF : Tony Marot)             | Trent Fernandez-Mercer      | Ranger Dino Tonnerre blanc |

- Conner McKnight (James Napier) : Conner McKnight est l'ancien Ranger Dino Tonnerre rouge  qui est téléporté dans le futur (en 2025) par Broodwing alors qu'il assiste à sa réunion d'anciens élèves du lycée. Broodwing tente de le convaincre de s'allier à lui pour conquérir la Terre, mais il refuse et récupère son Dino Cristal rouge réactivé. Grâce à l'intervention de Kat Manx, il récupère également son Dino Morpher et s'associe à Jack Landors, le S.P.D. Ranger rouge, pour combattre les Krybots et l'Empereur Gruumm. Conner apprend ensuite qu'il ouvre des camps de soccer dans le futur avant d'être renvoyé dans le présent avec sa mémoire effacée. On revoit Conner McKnight lorsque l'Empereur Gruumm voyage dans le passé (en 2004) pour prendre le contrôle de la Terre à l'époque où les Rangers Dino Tonnerre étaient actifs. Il s'allie à nouveau avec Jack Landors, le S.P.D. Ranger rouge, pour combattre les Krybots, les Tyrannodrones et le Monstre de la Vigne. Conner a ces événements effacés de sa mémoire avant que les S.P.D. Rangers ne retournent dans le futur.
- Ethan James (Kévin Duhaney) : Ethan James est l'ancien Ranger Dino Tonnerre bleu qui est téléporté dans le futur (en 2025) par Broodwing alors qu'il assiste à sa réunion d'anciens élèves du lycée. Broodwing tente de le convaincre de s'allier à lui pour conquérir la Terre, mais il refuse et récupère son Dino Cristal bleu réactivé. Grâce à l'intervention de Kat Manx, il récupère également son Dino Morpher et s'associe à Sky Tate, le S.P.D. Ranger bleu, et Bridge Carson, le S.P.D. Ranger vert, pour combattre les Krybots. Ethan apprend qu'il développe des technologies utilisées par la S.P.D. dans le futur avant d'être renvoyé dans le présent avec sa mémoire effacée. On revoit Ethan James lorsque l'Empereur Gruumm voyage dans le passé (en 2004) pour prendre le contrôle de la Terre à l'époque où les Rangers Dino Tonnerre étaient actifs. Il s'allie à nouveau avec Sky Tate, le S.P.D. Ranger bleu, et Bridge Carson, le S.P.D. Ranger vert, pour combattre les Krybots, les Tyrannodrones et le Monstre vert. Ethan a ces événements effacés de sa mémoire avant que les S.P.D. Rangers ne retournent dans le futur.
- Kira Ford (Emma Lahana) : Kira Ford est l'ancienne Ranger Dino Tonnerre jaune qui est téléportée dans le futur (en 2025) par Broodwing alors qu'elle assiste à sa réunion d'anciens élèves du lycée. Broodwing tente de la convaincre de s'allier à lui pour conquérir la Terre, mais elle refuse et récupère son Dino Cristal jaune réactivé. Grâce à l'intervention de Kat Manx, elle récupère également son Dino Morpher et s'associe à Elizabeth Delgado, la S.P.D. Ranger jaune, et Sydney Drew, la S.P.D. Ranger rose, pour combattre les Krybots et Morgana. Kira apprend alors qu'elle devient une chanteuse célèbre dans le futur avant d'être renvoyée dans le présent avec sa mémoire effacée. On revoit Kira Ford lorsque l'Empereur Gruumm voyage dans le passé (e 2004) pour prendre le contrôle de la Terre à l'époque où les Rangers Dino tonnerre étaient actifs. Elle s'allie à nouveau avec Elizabeth Delgado, la S.P.D. Ranger jaune, et Sydney Drew, la S.P.D. Ranger rose, pour combattre les Krybots, les Tyrannodrones et le Monstre aux Yeux Tachetés. Kira a ces événements effacés de sa mémoire avant que les S.P.D. Rangers ne retournent dans le futur.
- Dr. Thomas « Tommy » Oliver (Jason David Frank) : Thomas « Tommy » Oliver est le Ranger Dino Tonnerre noir qui assiste la S.P.D. dans la lutte contre les forces combinées de l'Empire Troobian et de Zeltrax. Il fait équipe avec le Commandant Cruger, le S.P.D. Shadow Ranger, pour combattre Zeltrax.
- Trent Fernandez-Mercer (Jeffrey Parazzo) : Trent Fernandez-Mercer est le Ranger Dino Tonnerre blanc qui aide la S.P.D. à combattre les forces combinées de l'Empire Troobian et de Zeltrax. Il s'associe à Sam, le S.P.D. Ranger Oméga, pour combattre les Krybots. Cependant, les événements sont ensuite effacés de la mémoire de Trent avant le retour des S.P.D. Rangers dans le futur.

### Ennemis

#### L'Empire Troobian
- Omni / Maître Tout Puissant (Geoff Dolan) : Omni est une créature gigantesque en forme de cerveau et le véritable chef de l'Empire Troobian, tandis que son serviteur, l'Empereur Gruumm, dirige ses forces en tant que leader figurant. Il ordonne à l'Empereur Gruumm de voler des ressources sur Terre afin de les utiliser pour construire un corps pour lui-même. Une fois son corps achevé, il attaque la ville de Newtech City et combat le Megazord Commando. Le Megazord Commando parvient à détruire Omni uniquement lorsque le Commandant Cruger ouvre une porte permettant aux Rangers de l'équipe B de le bombarder de l'intérieur.
- L'Empereur Gruumm (René Naufahu) : L'Empereur Gruumm est un extraterrestre ressemblant à un squelette et le leader symbolique de l'Empire Troobian, un empire maléfique qui réussit à conquérir et détruire de nombreuses planètes. Il a pour objectif de s'emparer de la Terre comme prochaine planète à conquérir, où il prévoit de voler des ressources afin de construire un corps pour son maître, Omni le Maître Tout Puissant. Il entretient une féroce rivalité avec Anubis Cruger, car ce dernier lui a coupé une de ses cornes lors de son attaque sur la planète Sirius. On le pense mort présumé lors du combat entre Omni et le Megazord Commando, mais il survit et lance un défi à Anubis Cruger pour un dernier duel, il perd mais au lieu de le tuer, Cruger coupe son autre corne et l'emprisonne dans une Carte de Confinement.
- Broodwing (Jim McLarty) : Broodwing est un extraterrestre semblable à une chauve-souris et un trafiquant d'armes qui vend des robots et des soldats à quiconque peut les payer. Son principal client était l'Empereur Gruumm jusqu'à ce qu'il refuse de payer ses services. À la suite de cela, il devient indépendant et décide de conquérir lui-même la Terre en s'associant à divers criminels de l'espace et en utilisant leurs forces pour atteindre ses objectifs. Lors de la bataille explosive entre les Rangers de l'équipe A et les Rangers de l'Équip B, Broodwing réussit à pénétrer dans la Base Delta et prévoit d'utiliser le Delta Command Megazord pour détruire Newtech City. Son plan échoue cependant et il est capturé par les Rangers de l'équipe B après avoir été touché par le Canon Canin et emprisonné dans une Carte de Confinement.
- Mora / Morgana (Olivia James-Baird & Josephine Davidson) : Morgana est un être semblable à un humain avec l'imagination et la maturité d'un enfant qui passe un accord avec l'Empereur Gruumm pour réaliser son souhait de redevenir enfant, se renommant elle-même Mora en échange de sa capacité à créer des monstres à partir de dessins. Après de nombreux échecs de la part de Mora, l'Empereur Gruumm la ramène à sa véritable forme jusqu'à ce que Morgana puisse l'aider à atteindre ses objectifs. Morgana montre ensuite ses compétences de guerrière en enfilant une combinaison de combat violette et en faisant appel à ses amis, Shorty et Dévastateur, pour l'aider à conquérir la Terre. Elle a presque réussi, mais son plan est contrecarré par l'arrivée du S.P.D. Ranger Oméga. Morgana continue ses efforts pour retrouver sa forme de Mora en recrutant divers criminels de l'espace, en combattant elle-même l'équipe B et en créant des monstres pour Gruumm, jusqu'à ce qu'il lui rende sa forme de Mora après qu'elle a obtenu du plasma synthétique Newtech City. Mora devient curieuse d'une pièce secrète dans le vaisseau spatial de terreur, ce qui finit par la conduire à perdre sa propre volonté après qu'Omni l'ait transformée en servante loyale et sans émotion. Lors de l'arrivée d'Omni sur Terre, Mora est envoyée pour se débarrasser du Commandant Cruger en libérant des monstres sur lui à partir de son livre de dessins, jusqu'à ce qu'elle n'ait plus de papier, le Commandant Cruger la piégeant ensuite dans une Carte de Confinement.
- Krybots : Les Krybots sont des soldats robots fabriqués par Broodwing et vendus à l'Empire Troobian ainsi qu'à d'autres criminels de l'espace comme soldats de base.
- Krybot à Tête bleue : Le Krybot à Tête bleue est un robot à la tête bleue et une version plus puissante d'un Krybot ordinaire. Le Krybot à Tête bleue est généralement utilisé pour mener de petites missions ou piloter des robots géants.
- Krybot à Tête Orange : Le Krybot à Tête Orange est un robot à la tête orange et hérissée, la version la plus puissante du Krybot. Le Krybot à Tête Orange est généralement invoqué lorsque des renforts musclés sont nécessaires.

#### L'équipe A
| Acteurs       | Rôles   | Rangers               |
| ------------- | ------- | --------------------- |
| Gina Valera   | Charlie | Ranger équipe A rouge |
| Taran Howell  | Beevor  | Ranger équipe A bleu  |
| Thomas Kiwi   | Cliff   | Ranger équipe A vert  |
| Allan Smith   | Ivan    | Ranger équipe A jaune |
| Mokoto Nagino | Rachel  | Ranger équipe A rose  |

- Charlie (Gina Valera) : Charlie est la Ranger rouge et la cheffe des Rangers de l'équipe A, qui est influencée du côté obscur par l'Empereur Gruumm, jurant sa loyauté envers lui pour être du côté des vainqueurs. On lui confie la tâche de combattre son homologue de l'équipe B, Jack Landors, mais elle est battue par lui et est piégée dans une Carte de Confinement.
- Beevor (Taran Howell) : Beevor est le Ranger bleu des Rangers de l'équipe A, qui est influencé du côté obscur par l'Empereur Gruumm, jurant sa loyauté envers lui pour être du côté des vainqueurs. On lui confie la tâche de combattre son homologue de l'équipe B, Sky Tate, mais il est battu par lui et est piégé dans une Carte de Confinement.
- Cliff (Thomas Kiwi) : Cliff est le Ranger vert des Rangers de l'équipe A, qui est influencé du côté obscur par l'Empereur Gruumm, jurant sa loyauté envers lui pour être du côté des vainqueurs. On lui confie la tâche de combattre son homologue de l' équipe B, Bridge Carson, mais il est battu par lui et est piégé dans une Carte de Confinement.
- Ivan (Allan Smith) : Ivan est le Ranger jaune des Rangers de l'équipe A, qui est influencé du côté obscur par l'Empereur Gruumm, jurant sa loyauté envers lui pour être du côté des vainqueurs. On lui confie la tâche de combattre son homologue de l'équipe B, Elizabeth Delgado, mais il est battu par elle et est piégé dans une Carte de Confinement.
- Rachel (Mokoto Nagino) : Rachel est la Ranger rose de l'équipe des Rangers de l'équipe A, qui est influencée du côté obscur par l'empereur Gruumm, prêtant allégeance à celui-ci pour être du côté gagnant. On lui confie la tâche de se battre contre son homologue de l'équipe B, Sydney Drew, mais elle est battue par celle-ci et est emprisonnée dans une Carte de Confinement.

#### Zeltrax
- Zeltrax (James Gaylyn) : Zeltrax est un guerrier cyborg noir recruté par l'Empereur Gruumm pour diriger ses forces lorsqu'il se rend à Reefside. Zeltrax mène une armée combinée pour combattre les Rangers Dino Tonnerre et les S.P.D. Rangers, mais il se retire après avoir été vaincu au combat par le Ranger Dino Tonnerre et le S.P.D. Shadow Ranger.
- Tyrannodrones : Les Tyrannodrones sont des créatures hybrides dinosaures/reptiles utilisées par Zeltrax comme soldats de base. Ils sont également recrutés par l'Empereur Gruumm pour rejoindre son armée lorsqu'il se rend à Reefside.

## Armes
- Morphers S.P.D. ◆◆◆◆◆ : Les Morphers S.P.D. sont les outils nécessaires pour se transformer en S.P.D. Rangers. Ils servent également d'outils de jugement pour arrêter les criminels extraterrestres.
- Shadow Morpher : Le Shadow Morpher est l'outil nécessaire pour se transformer en S.P.D. Shadow Ranger.
- Morpher Oméga : Le Morpher Oméga est l'outil nécessaire pour se métamorphoser en S.P.D. Ranger Oméga.
- Morpher du Cyber Combattant : Le Morpher du Cyber Combattant est l'outil nécessaire pour que le S.P.D. Ranger rouge puisse accéder au Cyber Combattant.
- Morpher de Kat : Le Morpher de Kat est l'outil nécessaire pour se métamorphoser en S.P.D. Ranger Kat.
- Morpher Nova : Le Morpher Nova est l'outil nécessaire pour se métamorphoser en S.P.D. Ranger Nova.
- Delta Blasters : Les Delta Blasters sont les armes personnelles de type blaster du S.P.D. Ranger rouge.
  - Delta Blasters Mode Combo : Une fois combinés, ils forment le Delta Blasters Mode Combo, qui ressemble au design de Delta 1. Le S.P.D. Ranger rouge peut lancer une décharge hautement concentrée qui a suffisamment de puissance pour neutraliser ou, dans le cas d'ennemis jetables tels que les Krybots, détruire l'ennemi.
- DeltaMax Strikers ◆◆◆◆ : Les DeltaMax Strikers sont des armes de type blaster formées lorsque les S.P.D. Rangers combinent leurs Delta Bâtons.
  - Delta Bâtons ◆◆◆◆ : Les Delta Bâtons sont des armes de type bâton utilisées par les S.P.D. Rangers comme armes de mêlée.
    - Bombes ◆◆◆◆ : Cachées dans le manche des Bâtons Delta, les Rangers peuvent utiliser des petites bombes pour tromper leurs ennemis.

  - Poings Delta ◆◆◆◆ : Les Poings Delta sont des sortes d'armes de poing pour les combats rapprochées.
- Blaster S.P.D. ◆◆◆◆◆ : Les Blasters S.P.D. sont des armes de type blaster utilisées par les Officiers de la S.P.D.
- Canon Canin ◆◆◆◆◆ : Le Canon Canin est une arme de type blaster formée à partir de R.I.C. et utilisée pour tirer une puissante explosion d'énergie sur les criminels de l'espace.
- Sabre Shadow : Le Sabre Shadow est l'arme personnelle de type épée du S.P.D. Shadow Ranger.
- Super Police Blasters ◆◆◆◆◆ : Les Super Police Blasters sont des armes de type blaster utilisées par les Rangers S.P.D. en Mode Commando S.P.D.
- Pouvoirs génétiques :
  - Intangibilité : La capacité génétique de Jack lui permet de faire passer ses molécules à travers la matière solide à volonté, ce qui est très utile pour échapper à ses ennemis ou esquiver des attaques physiques.
  - Projection de bouclier : Sky a hérité du pouvoir de ses parents de créer de puissants boucliers teintés de bleu. Ils peuvent être utilisés de manière défensive, par exemple comme une barrière, ou de manière offensive, par exemple pour couper l'apport en oxygène d'un adversaire ou comme force de propulsion.
  - Psychométrie : Bridge possède la psychométrie, ce qui signifie qu'il peut percevoir les auras de toute personne ou de tout objet à proximité, bien que la limite exacte de cette distance soit inconnue. Il concentre généralement sa détection d'aura sur une seule cible et porte des gants pour limiter sa psychométrie, car s'il ne les porte pas, il percevra de manière incontrôlable l'aura de tout ce qui l'entoure. Lorsqu'il était le S.P.D. Ranger vert, sa détection d'aura produisait une couleur verte, mais en tant que S.P.D. Ranger rouge, sa détection d'aura produisait une couleur rouge.
  - Réplication : Z a la capacité de créer des clones holographiques d'elle-même. Les clones peuvent prendre une forme physique ou simplement rester sous forme d'hologrammes, et Z a la capacité d'échanger sa place avec les clones lors de leur création.
  - Altération moléculaire : Sydney a le pouvoir de transformer sa structure moléculaire en celle de tout objet qu'elle touche, comme de l'or ou des diamants. Cela lui confère les propriétés physiques et la force de l'objet qu'elle touche. La forme la plus célèbre et la plus utilisée de ce pouvoir est le « Poing de fer », ainsi nommé parce qu'elle porte toujours un morceau de fer dans sa ceinture d'uniforme pour transmuter la structure de sa main en métal organique, augmentant ainsi la puissance physique de ses coups de poing. Cependant, il est inconnu si elle peut étendre cette capacité au reste de son corps.
  - Projection de rayon télélocal : L'aptitude unique de Sam est de projeter des rayons de radiation brumeux et transparents qui transportent des objets ou des personnes sur des distances variables à volonté, que ce soit à courte portée ou vers des endroits éloignés.
- Commando S.P.D. ◆◆◆◆◆ : Le Mode Commando S.P.D. est une amélioration de type Commando utilisée par les S.P.D. Rangers pour appréhender de puissants criminels extraterrestres. Les S.P.D. Rangers de la ont dû suivre un entraînement au camp d'entraînement du Sergent Silverback afin d'utiliser cette forme.
  - Commando S.P.D. rouge : Le Commando S.P.D. rouge est une amélioration de type Commando utilisé par le S.P.D. Ranger rouge pour appréhender de puissants criminels extraterrestres.
  - Commando S.P.D. bleu : Le Commando S.P.D. bleu est une amélioration de type Commando utilisé par le S.P.D. Ranger bleu pour appréhender de puissants criminels extraterrestres.
  - Commando S.P.D. vert : Le Commando S.P.D. vert est une amélioration de type Commando utilisé par le S.P.D. Ranger vert pour appréhender de puissants criminels extraterrestres.
  - Commando S.P.D. jaune : Le Commando S.P.D. jaune est une amélioration de type Commando utilisé par la S.P.D. Ranger jaune pour appréhender de puissants criminels extraterrestres.
  - Commando S.P.D. rose : Le Commando S.P.D. rose est une amélioration de type Commando utilisé par la S.P.D. Ranger rose pour appréhender de puissants criminels extraterrestres.

- S.P.D. Cyber Combattant : Le S.P.D. Cyber Combattant est une puissante armure qui peut être utilisée par le S.P.D. Ranger rouge lorsqu'il se combine avec R.I.C. Le S.P.D. Cyber Combattant se présente sous deux modes appelés  Mode Cyber, qui utilise une petite épée en combat, et  Mode Sonic, qui utilise une épée géante et une armure en combat.
- 4x4 Delta ◆◆ : Le 4x4 Delta est un 4x4 conduit par les S.P.D. Rangers.
- Motos Delta ◆◆◆ : Les Motos Delta sont des véhicules de type moto conduits par les S.P.D. Rangers masculins. Le S.P.D. Ranger rouge et le S.P.D. Ranger vert conduisent des Motos Delta plus puissants, tandis que le S.P.D. Ranger bleu conduit une Moto Delta standard.
  - Moto Delta rouge : La Moto Delta rouge est un véhicule de type moto conduite par le S.P.D. Ranger rouge.
  - Moto Delta bleue : La Moto Delta blue est un véhicule de type moto conduite par le S.P.D. Ranger bleu
  - Moto Delta verte : La Moto Delta verte est un véhicule de type moto conduite par le S.P.D. Ranger vert.

- Quad Delta : Le Quad Delta est un véhicule de type quad conduit par le S.P.D. Shadow Ranger. Le Quad Delta a été utilisé pour la première fois par le S.P.D. Shadow Ranger pour combattre l'Empereur Gruumm sur sa moto.
- Cycle Multi-Force : Le Cycle Multi-Force est un véhicule ressemblant à une monocycle futuriste qui est conduit par le S.P.D. Ranger Oméga.
- Camion Commando ◆◆◆◆◆ : Le Camion Commando est un camion blindé donné aux S.P.D. Rangers par le Sergent Silverback après avoir terminé leur formation Commando.

## Zords

### Delta Zords
- Delta 1 : Le Delta 1 est un Zord semblable à une voiture de police qui est piloté par le S.P.D. Ranger rouge.
- Delta 2 : Le Delta 2 est un Zord semblable à un gyrocoptère qui est piloté par le S.P.D. Ranger bleu.
- Delta 3 : Le Delta 3 est un Zord semblable à un camion qui est piloté par le S.P.D. Ranger vert.
- Delta 4 : Le Delta 4 est un Zord semblable à un camion blindé qui est piloté par la S.P.D. Ranger jaune.
- Delta 5 : Le Delta 5 est un Zord semblable à un buggy qui est piloté par la S.P.D. Ranger rose.

### Base Delta
- Base Delta : La base des Rangers S.P.D. Elle peut envoyer des éclairs ou des tirs de lasers si elle est attaquée. Elle peut se transformer en Delta Command Megazord, le plus puissant Megazord de la S.P.D.

### Moto Oméga Max
- Moto Oméga Max : La Moto Oméga Max est un Zord semblable à une moto qui est piloté par le S.P.D. Ranger Oméga.

### Véhicules Commando
- Commando 1 : Le Commando 1 est un Zord d'assaut aérien piloté par le S.P.D. Ranger rouge.
- Commando 2 : Le Commando 2 est un Zord d'assaut aérien piloté par le S.P.D. Ranger bleu.
- Commando 3 : Le Commando 3 est un Zord d'assaut aérien piloté par le S.P.D. Ranger vert.
- Commando 4 : Le Commando 4 est un Zord d'assaut aérien piloté par la S.P.D. Ranger jaune.
- Commando 5  : Le Commando 5 est un Zord d'assaut aérien piloté par la S.P.D. Ranger rose.

## Megazords
- Delta Squad Megazord ◆◆◆◆◆ : Les Delta Zords peuvent se combiner les uns avec les autres pour former le Delta Squad Megazord.
- Delta Command Megazord : La Base Delta peut se transformer en une forme humanoïde connue sous le nom de Delta Command Megazord.
- Megazord Oméga Max : La Moto Oméga Max peut se transformer en une forme humanoïde connue sous le nom de Megazord Oméga Max.
- Delta Max Megazord ◆◆◆◆◆◆ : Le Delta Squad Megazord peut se combiner avec le Moto Oméga Max pour former le Delta Max Megazord.
- Megazord Commando ◆◆◆◆◆ : Les Véhicules Commando peuvent se combiner les uns avec les autres pour former le Megazord Commando. Le Megazord Commando peut se transformer en une forme semblable à un canon pour éliminer les robots géants.

## Épisodes de la treizième saison (2005)
| Saison | Saison | Épisodes | États-Unis     | États-Unis     | France | France |
| Saison | Saison | Épisodes | Début          | Fin            | Début  | Fin    |
| ------ | ------ | -------- | -------------- | -------------- | ------ | ------ |
|        | 13     | 38       | 5 février 2005 | 2 février 2006 | 2006   | NC     |